# Neoperla binodosa
Neoperla binodosa är en bäcksländeart som först beskrevs av Wu, C.F. 1973.  Neoperla binodosa ingår i släktet Neoperla och familjen jättebäcksländor. Inga underarter finns listade i Catalogue of Life.